# Tropico 5
Tropico 5 là một game thuộc thể loại mô phỏng xây dựng và quản lý được phát triển bởi hãng Haemimont Games và phát hành vào ngày 23 tháng 5 năm 2014. Lấy bối cảnh kéo dài từ thế kỷ 19 đến thế kỷ 21, mỗi thời đại trong game sẽ mang những thách thức và cơ hội phát triển khác nhau. Bắt đầu với triều đại của riêng mình trong thời kỳ thuộc địa, người chơi sẽ tìm cách thúc đẩy quốc gia của mình phát triển trong từng giai đoạn để tiến tới tương lai.
Đây là lần đầu tiên trong dòng game có tính năng chơi hợp tác và chơi nhiều người cạnh tranh lên đến bốn người chơi. Về tính hợp tác và cạnh tranh, trò chơi cho phép 4 game thủ cùng nhau xây dựng thành phố và các nền kinh tế trên bất kỳ hòn đảo lớn nào. Người chơi có thể chia sẻ tài nguyên và công dân, hoặc tuyên chiến với nhau.

## Lối chơi
Tropico 5 được thêm vào một số bổ sung từ những phiên bản trước của dòng game, bao gồm 4 thời kỳ khác nhau, cho phép tiến triển từ thế kỷ 19 đến 21; 'El Presidente "bây giờ có một dòng tộc hiện diện trên đảo; và lên đến 4 người chơi trong mục chơi mạng. Các tính năng như kinh doanh, nghiên cứu, cải tiến và khai thác cũng đã được chỉnh sửa phần lớn.
Trong vai trò của gã độc tài El Presidente, người chơi sẽ được quyền kiểm soát các hòn đảo nổi tiếng của Tropico trong thời đầu thuộc địa, sau đó dẫn dắt nó qua nhiều thế kỷ cùng sự biến chuyển của thế giới. Phải giải quyết những nhu cầu và rắc rối của riêng mình, cũng như chống lại các quốc gia và phe phái đối lập, người chơi từ đó sẽ tự đặt nền móng cho triều đại của riêng mình. Tồn tại qua cả hai cuộc thế chiến, phát triển thịnh vượng thông qua cuộc Đại suy thoái hoặc lầm lũi rồi diệt vong, nguyên tắc làm việc như một nhà độc tài với bàn tay sắt hay uyển chuyển dẻo dai bởi những quyết sách linh hoạt sẽ phù hợp với từng thời kỳ trong game.
Trong phiên bản mới, mỗi thành viên của đại gia đình El Presidente trên đảo có thể được bổ nhiệm vào các vị trí lãnh đạo chủ chốt, với kỹ năng và kinh nghiệm phù hợp với vai trò được giao. Người chơi sẽ dần nâng cấp và đổi mới quốc gia của mình thông qua các công trình được xây dựng, các công nghệ được nghiên cứu và nguồn lực kiếm được. Việc chuyển các tòa nhà cũ của bạn thành hiện đại, với thiết kế siêu hiệu quả sẽ chứng tỏ bản lĩnh của một quốc gia siêu cường về kinh tế.
Hệ thống thương mại cũng đã được nâng cao và bổ sung thêm các hạm đội thương mại. Thông qua việc tích lũy một đội tàu để buôn bán giao dịch trên toàn cầu, đảm bảo những tuyến đường giao thương, việc nhập khẩu hay xuất khẩu sang các đảo lân cận cùng những các quốc gia quan trọng sẽ mang lại ích lợi không ngờ. Bên cạnh đó, việc khám phá chính hòn đảo với những bí ẩn cả bên ngoài đại dương lẫn dưới lòng đất, đối phó với những kẻ thù nội tại hoặc các bộ tộc bản địa làm tăng thêm độ thử thách của người chơi.

## Cốt truyện
Tropico 5 cho phép người chơi quản lý đất nước của họ bắt đầu từ nền tảng lịch sử trong thời kỳ thuộc địa, qua Thế chiến I, đến chiến tranh lạnh và hiện tại. Hai siêu cường chính thay đổi trong từng thời kỳ, từ các phe phái thuộc khối Phát Xít và Đồng Minh trở thành Hoa Kỳ và Liên Xô trong cuộc chiến tranh lạnh, mở các tuyến đường thương mại với Nga, Trung Đông, Trung Quốc và EU sau sự sụp đổ của Liên bang Xô viết. Trong vai trò một nhà lãnh đạo của đảo quốc, người chơi có thể quyết định sự độc lập của đất nước mình và viết một bản hiến pháp trọn vẹn.

## Tiếp thị và phát hành
Tropico 5 đã sẵn sàng cho việc đặt mua trước trên Steam vào ngày 17 tháng 4 năm 2014. Trò chơi đã bị cấm ở Thái Lan. Chính quyền quân sự nước này cho rằng cốt truyện của game "có thể ảnh hưởng đến hòa bình và trật tự trong nước." Nhà phân phối tựa game ở Thái Lan là New Era Thailand đã giải thích rằng "Trong phần thứ năm, cốt truyện đã được phát triển hơn nữa và có thể có một số phần của nó không phù hợp trong tình hình hiện nay [tại Thái Lan]."

## Đón nhận
Tropico 5 nhận được đánh giá tích cực từ giới phê bình. Trang web tập hợp các bài đánh giá Game Rankings và Metacritic chấm cho game 75,24% điểm dựa trên 34 đánh giá và 75/100 điểm dựa trên 51 đánh giá tương ứng.